# Занасяне
Плъзгане (занасяне, риска̀ене) е ъглово движение на превозно средство около вертикалната му ос, а също и неголеми изменения от курса на движение наляво или надясно, свойствени на плавателен или въздухоплавателния съд. 
Морският термин в случая е рѝскане или по-често срещаният риска̀ене (от руски: ры́скание) - "Корабът риска̀е". На англ. е yaw, yawing. Това е колебливо движение на кораба около вертикалната му ос предизвикано от външни сили - вятър и вълна. Когато се използва руля за промяна на курса на плавателен съд се използва просто думата "завивам". В близкото минало за завиване се е ползвал и терминът "поворот" (пак от руски). Примери: "Правя поворот", "Корабът е на поворотната точка".

## В авиацията
В някои текстове по авиация и там се употребява терминът "рискаене".
Това въртене се управлява с кормилото за направление (на английски: rudder).(Вероятно това се отнася само в авиацията). 
В авиацията - един от трите ъгли (плъзгане, тангаж и крен - съответстващи на трите ъгли на Oйлер), които задават ориентацията на летателния апарат относително центъра му. Ъгъла на плъзгане се означава с буквата ψ (пси).
В динамиката на полета плъзгането (по-точно, ъгъла на плъзгане) също се означава с ъгъла на завиване на корпуса на самолета в хоризонталната плоскост, измерван от направление на север. Този ъгъл е сходен с курса, но се отчита строго в съответствие с избраната координатна система. В традицията на руската школа това означава броенето на положителните ъгли срещу часовниковата стрелка, ако се гледа отгоре. Освен това, обикновено се разглежда диапазон на ъгъла на занасяне ±180°.